# 女王
女王（じょおう、じょうおう、ラテン語: regina、フランス語: reine、英語: queen、ドイツ語: Königin）は、一般に「王」のうち女性であるもの、または男性の「王」に相当する女性の地位。
「王」は、君主の一般的な称号として用いられるほか皇族や諸侯の称号として、あるいは転じて第一人者の意味で用いられるが、これは「女王」についても同様である。ここでは、君主としての女王の意味のほか、その派生的用法について記述する。

## 訳語の対応関係
以下、ヨーロッパ諸言語の一般例として英語を用いる。

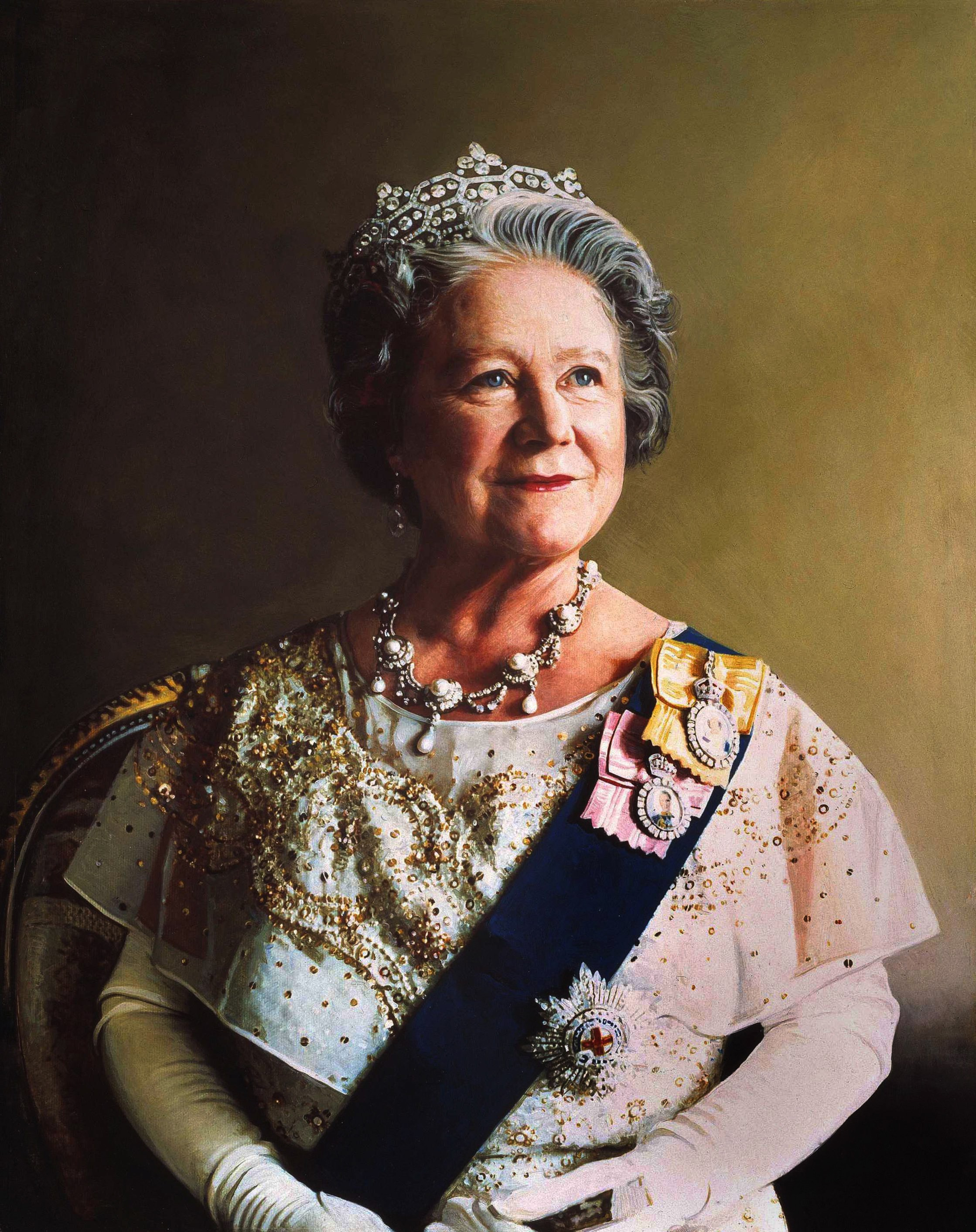
エリザベス・ボーズ＝ライアン（1900年 - 2002年）
イギリス王妃：1936年 - 1952年
イギリス王太后：1952年 - 2002年

日本語においては、君主として自ら王位を有する女王（queen regnant）は、男王の配偶者である王妃（おうひ、queen consort）とは言葉の上で完全に区別される。また、王位ではなく帝位を有する女帝（empress regnant：これも皇后（empress consort）とは区別される）とも区別される。
ただし、原語で女王と王妃を区別せず、単にクイーン（queen）とされている場合に、本来は「王妃」であっても「女王」と訳されることもある。
イギリス国王ジョージ6世の妻で王妃であったエリザベス・ボーズ＝ライアンは、王太后となってからは「クイーン・エリザベス・クイーンマザー（The Queen Elizabeth the Queen Mother）」と呼ばれたが、ここでの2つの「クイーン」は「ジョージ6世王妃（クイーン、Queen）及び女王（クイーン、Queen）エリザベス2世の生母のエリザベス」と意味で異なる。
女王の配偶者である男性は、王配（おうはい、prince consort, king consort）と呼ばれることがある（例：イギリスのフィリップ王配）。

## 「女王」の読み
「女王」は、「じょおう」のほか、「じょうおう」と長音化して読まれることも多い。
NHK（日本放送協会）等の放送では「じょおう」を用いている。NHK放送文化研究所の説明によれば、漢字にはない長音を付加する例として『夫婦（ふうふ）』、『詩歌（しいか）』『馬油（ばーゆ）』といった読み方が江戸時代以前からなされているが、「女王」を「じょうおう」と読む例は比較的最近に発生したと思われるため、伝統的な読み方である「じょおう」を採用している。
ただし、アナウンサーやキャスターの個々の癖が出るため、実際には「じょうおう」と発音している例もある。例えば競馬の重賞レースの1つであるエリザベス女王杯は「エリザベスじょおうはい」が本来の正しい読みであるが、実況担当者は「エリザベスじょうおうはい」と長音化して呼称していることが多い。

## 女王の即位が可能である君主国
以下、君主国の中で女性に継承権が容認されている国。デンマーク女王であったマルグレーテ2世が2024年1月14日に退位したため、それ以降で女王が君主となっている国は存在しない。

### 兄弟姉妹間で女性より男性を上位にする王位継承順位が与えられる国（男子優先長子相続制）
- スペイン
- トンガ
- ブータン

### 兄弟姉妹間で男女の区別なしに王位継承順位が与えられる国（絶対的長子相続制）
- イギリス（及び英連邦王国）
  - ただし、2011年10月28日以降において誕生した王位継承資格を有する人物に限る（2013年イギリス王位継承法に基づく、「イギリス王位継承順位」も参照）。
  - 2011年10月27日以前誕生の者については、改正前（1701年イギリス旧王位継承法）の兄弟姉妹間男子優先長子相続制が適用される。
- デンマーク
- オランダ
- スウェーデン
- ノルウェー
- ベルギー
- タイ

### 女王として在位経験のある存命人物
- 在位年順

| 名                           | 肖像 | 生年月日               | 国         | 在位期間                                     | 続柄                                                               |
| ---------------------------- | ---- | ---------------------- | ---------- | -------------------------------------------- | ------------------------------------------------------------------ |
| ベアトリクス Beatrix         |      | 1938年1月31日 （87歳） | オランダ   | 1980年4月30日 – 2013年4月30日 （33年 + 0日） | ベルンハルト・ファン・リッペ＝ビーステルフェルトと ユリアナの第1子 |
| マルグレーテ2世 Margrethe II |      | 1940年4月16日 （85歳） | デンマーク | 1972年1月14日 – 2024年1月14日 （52年 + 0日） | フレゼリク9世とイングリッド・アヴ・スヴェーリエの第1子             |

### 女性王族で君主の継嗣、またはそれに次ぐ人物
以下の人物は、各国における君主位の継承権第1位から第2位の地位にある女性王族である。
- 法定推定相続人とは、将来にわたり当人より上位の継承権を有する人物が誕生する可能性がない、継承権第1位の人物。
- 推定相続人とは、上位の継承権を有する人物が誕生して継承順位が変更される可能性がある、継承権第1位の人物。

| 名                 | 肖像 | 生年月日       | 年齢 | 国           | 地位              | 配偶者   | 続柄                              |
| ------------------ | ---- | -------------- | ---- | ------------ | ----------------- | -------- | --------------------------------- |
| ヴィクトリア       |      | 1977年7月14日  | 48歳 | スウェーデン | 法定推定相続人    | ダニエル | 国王カール16世グスタフ第1子       |
| エリザベート       |      | 2001年10月25日 | 23歳 | ベルギー     | 法定推定相続人    | -        | 国王フィリップ第1子               |
| カタリナ＝アマリア |      | 2003年12月7日  | 21歳 | オランダ     | 法定推定相続人    | -        | 国王ウィレム＝アレクサンダー第1子 |
| レオノール         |      | 2005年10月31日 | 19歳 | スペイン     | 推定相続人        | -        | 国王フェリペ6世第1子              |
| イングリッド       |      | 2004年1月21日  | 21歳 | ノルウェー   | 継承権2位（確定） | -        | 王太子ホーコン第1子               |
| エステル           |      | 2012年2月23日  | 13歳 | スウェーデン | 継承権2位（確定） | -        | 王太子ヴィクトリア第1子           |

## 歴史
以下では女王だけでなく、女性君主全般についても言及する。
近代以前には男性を中心とし、かつ君主に実質的な統治権力が与えられる社会が多く見られたが、こういった社会においてはその帰結として女性が君主となることは少なかった。
伝えられる中で最も古い女王としては、古代メソポタミア、キシュ第3王朝の伝説的な女王ク・バウである、旧約聖書に出てくるシバの女王がいるが、伝説の域を出ていない。
古代のプトレマイオス朝エジプトでは、男王との共同統治という形でクレオパトラなどの女王が現れた。古代エジプトでは王位継承権を、王室の王女が持つことが多く（王子が持つこともあった）、この王女と結婚した王室の男性がファラオ（王）になるという慣習があった。この慣習の後、プトレマイオス朝では、代々男王と女王の共同統治が続くことになった。一方、力を持ち単独で支配した女性のファラオは第18王朝のハトシェプストがいるのみである。他にはセベクネフェルなどの単独の女王もいた。
古代の日本においては、邪馬台国の女王として卑弥呼が知られるが、実権は弟が握っていたとも見られ、実態は明らかでない。飛鳥時代から奈良時代、また江戸時代には女性天皇が存在したが、これについては当該項目を参照。
新羅では7世紀に善徳女王など3人の女王が即位した。中国では女性君主も女系継承という考え方もなく、母后として実権を振るった女性は多いが、女帝として即位したのは武則天が唯一であった。
東ローマ帝国（ビザンツ帝国）では8世紀にエイレーネーが女帝となったが、西ヨーロッパはこれに反発し、カール大帝を西ローマ皇帝とした。東ローマ帝国では以後もテオドラ、ゾエ、エウドキア・マクレンボリティサなど女帝が誕生する。

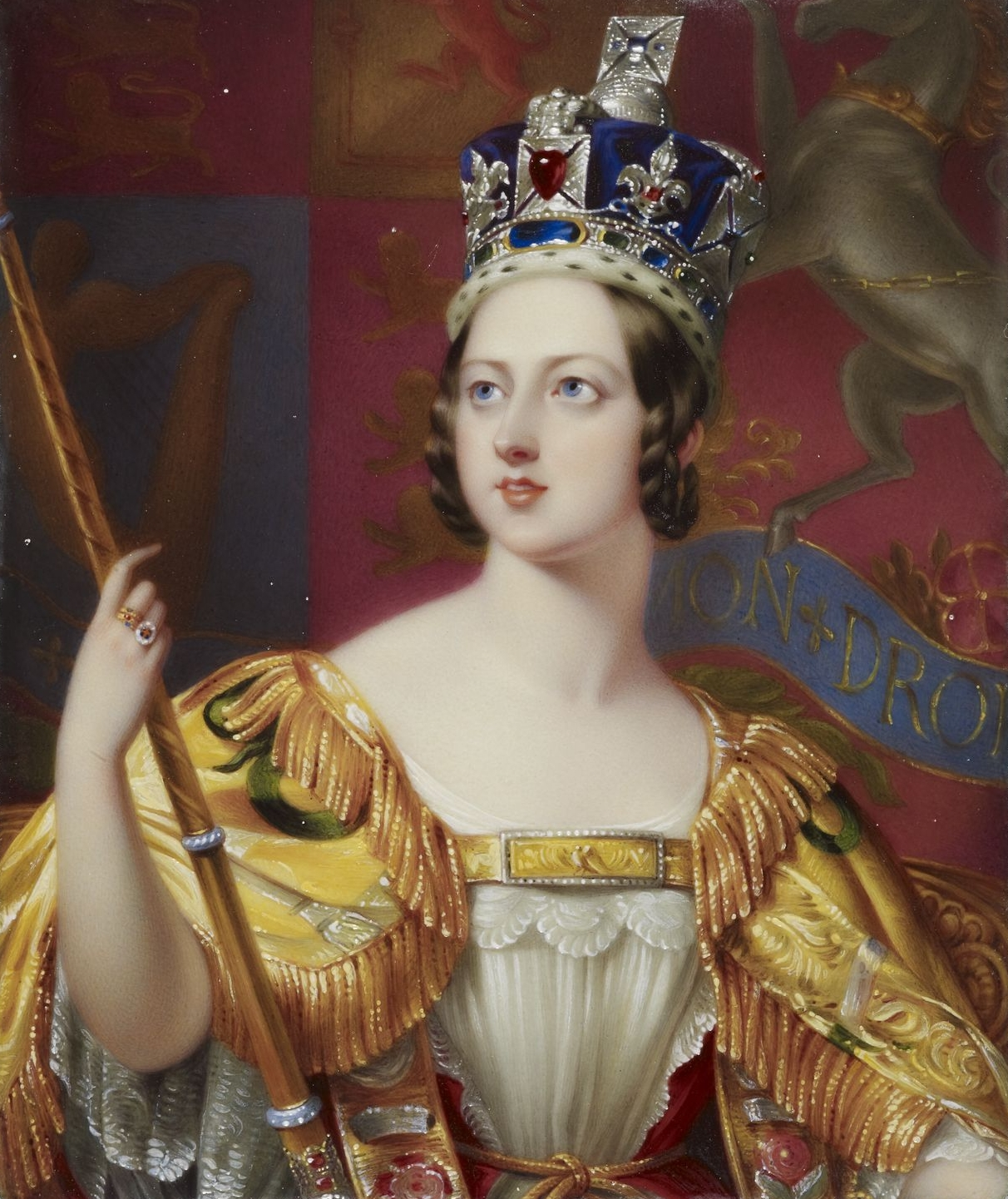
ヴィクトリア女王（1819年 - 1901年、在位：1837年 - 1901年）は19世紀にイギリスの王位を継承した。在位63年。一方、女子相続を認めないサリカ法によって、ジョージ1世以来同君連合を組んできたドイツのハノーファー王国の王位を継承することはできなかった。

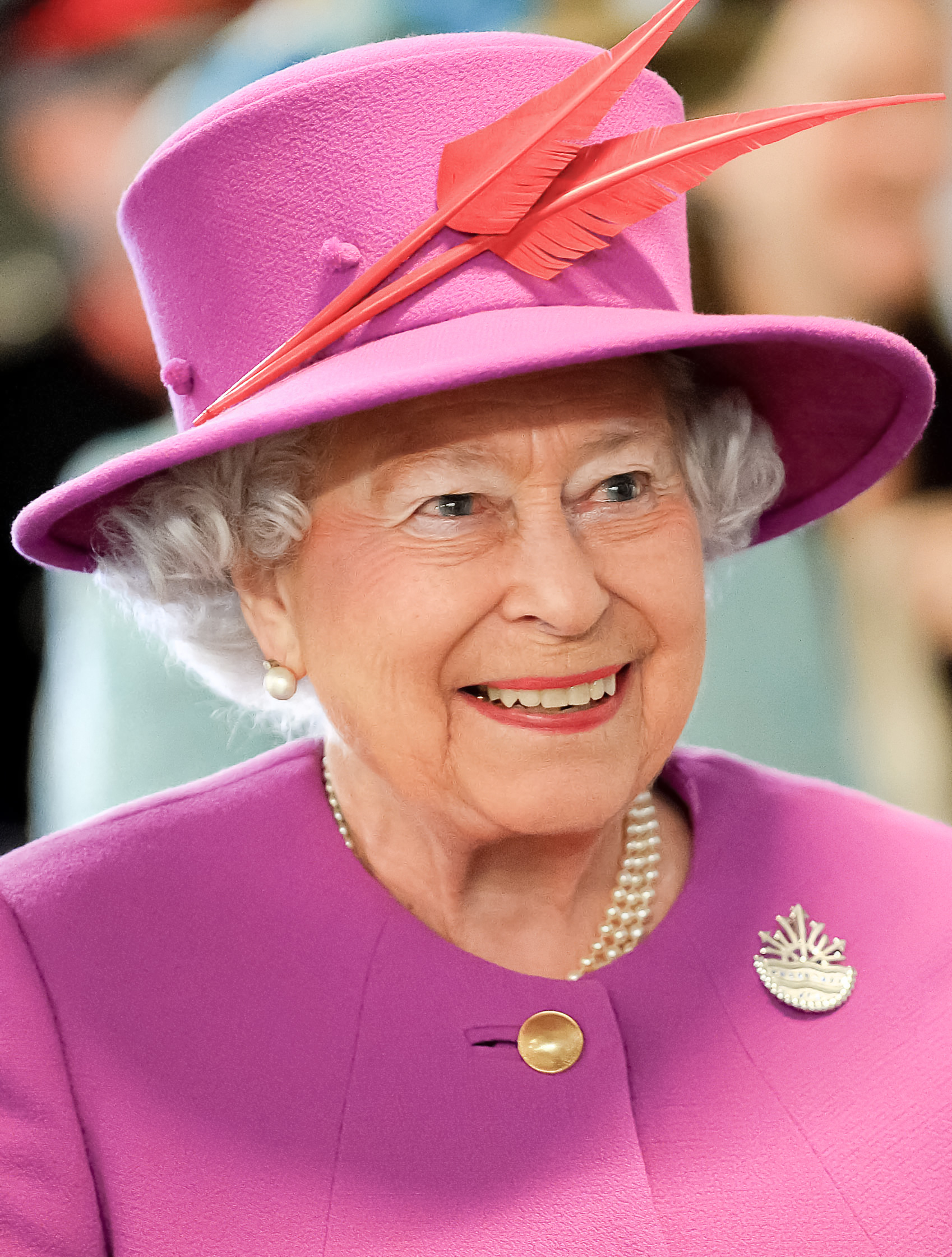
エリザベス2世（1926年 - 2022年、在位：1952年 - 2022年）は、イギリスを含む16カ国（英連邦王国）の国家元首（イギリスの君主）であった。在位期間は2022年で70年を迎え、同年9月8日に96歳で崩御した。イギリス史上最長在位かつ最高齢の君主であった。

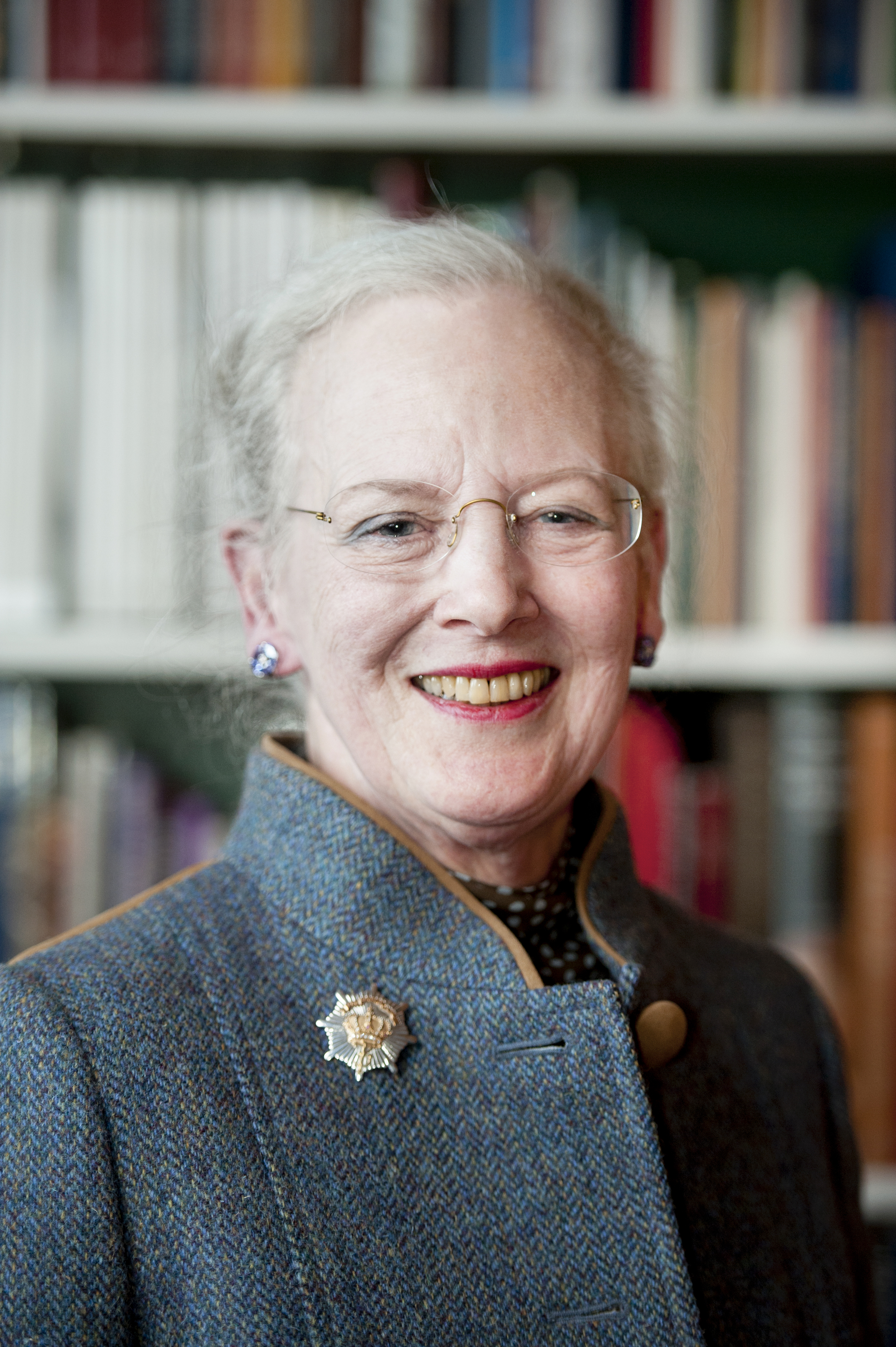
デンマークのマルグレーテ2世（1940年 - 、在位：1972年 - 2024年）は、2024年まで世界でただ1人の在位中の女性君主（女王）だった。デンマークの歴史上2人目とされる女王である。

一方、西ヨーロッパにおいては、ゲルマン法系のサリカ法典が女性による土地の相続を禁止しており、これが女性の王位継承を禁じていると解釈されたため、その影響下にある地域（フランス、ドイツ諸邦など）においては女王は原則として存在しなかった。しかし、他の地域では女性君主が存在することがあった。
12世紀のエルサレム王国では、国王ボードゥアン2世の娘メリザンドがアンジュー伯フルク5世を婿に迎え、共同国王とした。
12世紀のイングランドでは、ヘンリー1世の死後、唯一の嫡子である娘マティルダが王位を主張した。上述のメリザンドは既に即位しており、その夫フルクはモードの夫アンジュー伯ジョフロワ5世の父に当たるため、イングランドでも同様の即位は可能と考えたと思われる。しかし、一時期「イングランド人の女主人」を称し事実上の女王となったが、正式の即位は果たせず、息子ヘンリー2世が王位を継ぐことになる。
13世紀のスコットランドでは、3歳の幼君マーガレットが女王となるが、父であるノルウェー王エイリーク2世の下で養育される、完全に名目だけの君主だった。しかも7歳の時、スコットランドへの渡航途中で死去している。
14世紀の終わりに、デンマーク王女マルグレーテが同国の事実上の君主として辣腕を振るい、デンマーク、ノルウェー、スウェーデンの北欧三国を支配した（カルマル同盟）が、正式な女王の位にはついていない。しかし君主並みの権力を擁していたため、後年女王として遇され、20世紀に即位したデンマーク女王はマルグレーテ2世と称している。
15世紀にイサベル1世がカスティーリャ女王となったが、イサベルはカスティーリャにおいては夫のアラゴン王フェルナンド2世との共同統治、アラゴンにおいてはフェルナンドの王妃であった。イサベル1世の死にともないフェルナンドもカスティーリャ王位を失い、カスティーリャ王位は2人の娘のフアナ女王が継承したものの、その数年後に健康を害した。アラゴンの王位はフェルナンド2世の死後にフアナの長男カルロス1世が継承した。両王位が形式上も1人の君主のものとして統合されるのは、フアナの死後のことである。
16世紀にスコットランドでは、メアリー女王が生後わずか数日で即位するが、5歳でフランスに渡り、その後フランス王フランソワ2世の王妃となった。フランソワ2世が早世したため18歳でスコットランドに帰国するが、24歳で退位している。その間、スコットランド国内は貴族が支配し、メアリーに君主としての実権はほとんどなかった。
16世紀のイングランドではエドワード6世の死でテューダー家の男系男子が絶え、ジェーン・グレイ、メアリー1世、エリザベス1世と女王が続いた。ジェーンは完全な傀儡であり、しかも即位自体を認めない見解もある。「メアリーも夫のスペイン王フェリペ2世に政治的干渉を受けていたため、実権を持つ単独の女王はエリザベス1世が初めてである」という見方もある。エリザベス1世は25歳で即位、45年在位してイギリス海洋帝国の基礎を築いた。
17世紀のスウェーデンでは、グスタフ2世アドルフの戦死後、6歳の娘クリスティーナが女王になった。従兄のカール10世と継承争いが起こってもおかしくない状況であったが、クリスティーナがカールと婚約することですんなりと決まった。しかし、クリスティーナは決められた結婚と不自由な女王の座を嫌い、28歳で王位をカール10世に譲り、ローマに移住して気ままな人生を送った。スウェーデンではまた、18世紀初頭にカール12世の後を襲い、ウルリカ・エレオノーラが女王に戴冠している。しかし王権が著しく制限されたことへの不満から、わずか2年で夫フレドリク1世に譲位した。

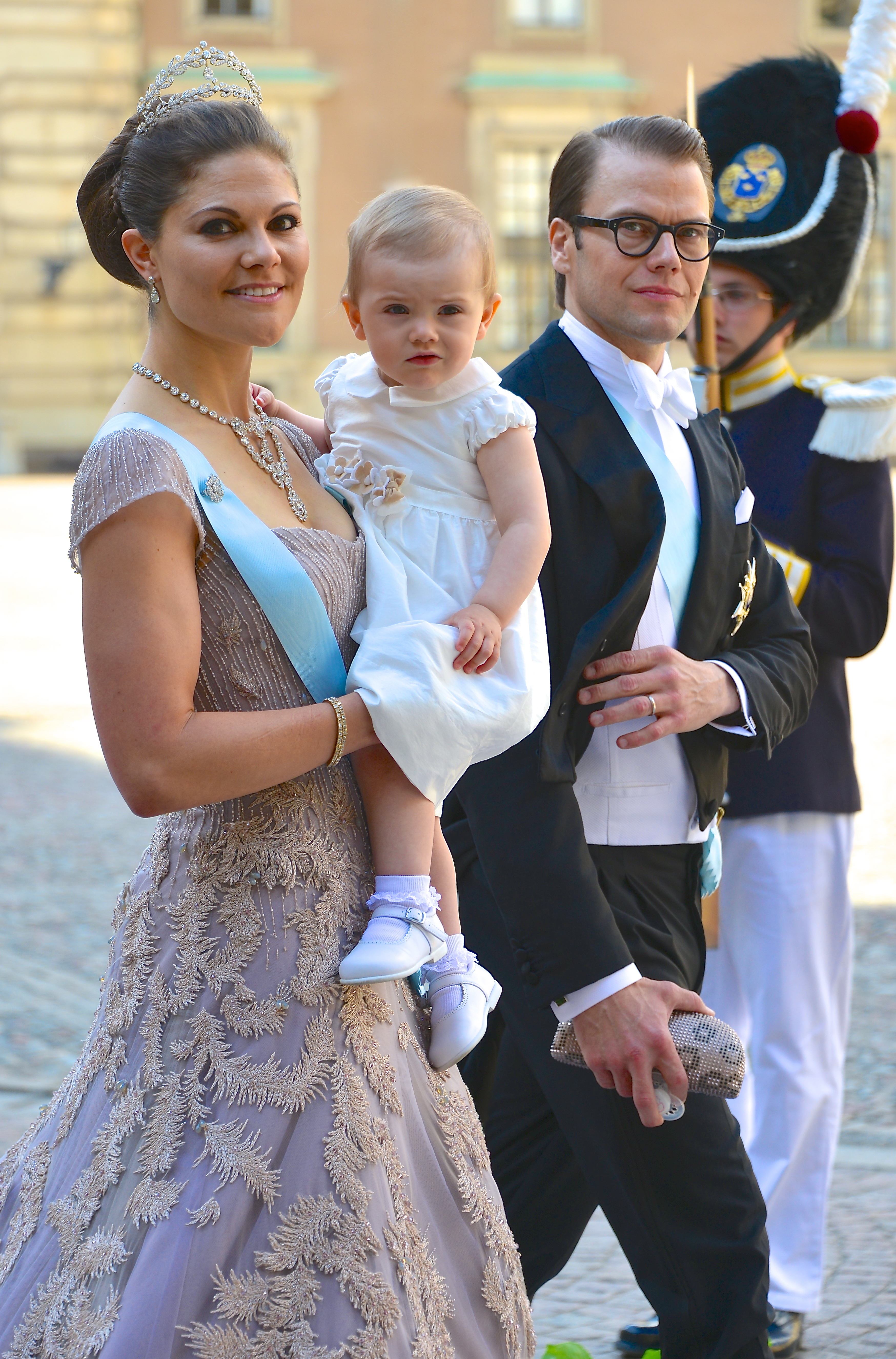
スウェーデン王女ヴィクトリア皇太子（左）、第1子エステル王女（中央）と夫ダニエル（右）。

18世紀には、女性による継承が禁止されていたハプスブルク家において相続問題が生じたものの、プラグマティッシェ・ザンクツィオン（国事勅書）によりマリア・テレジアが家督を相続した。これを巡ってオーストリア継承戦争が勃発する。ハプスブルク家が事実上世襲化していた神聖ローマ皇帝位は、一時バイエルンのヴィッテルスバッハ家に奪われた後、マリア・テレジアの夫フランツ1世が継承した。マリア・テレジア自身は神聖ローマ帝国においてはフランツ1世の皇后という立場だったが、ハプスブルク家領（ハプスブルク帝国）においてはオーストリア大公、ハンガリー女王、ボヘミア女王などの君主位に就いており、自らが君主として君臨した。
18世紀のロシア帝国では、エカチェリーナ1世が女帝となって以降、4人の女帝が現れた。重臣たちの傀儡が多かったが、エカチェリーナ2世は実権を振るい、ロシアの黄金期を造りあげた。
スペイン・ブルボン朝は創始時にはサリカ法を導入していたが、19世紀にフェルナンド7世がこれを廃し、娘のイサベル2世が即位している。
現代のヨーロッパの君主国における王室では、スウェーデンやデンマーク、イギリス、オランダ、ベルギーのように後継者問題や女性の地位向上などに伴い、「男子優先主義」を廃して性別を問わず第一子を後継者とする「第一子主義」への転換を行った国が多く現れている。
例としてスウェーデンにおいては、女性皇太子ヴィクトリアは、同国国王カール16世グスタフの第一子（長女）であるが、1980年の王位継承法改正によって第二子（長男）の弟カール・フィリップに代わり次期王位継承者となった。即位すれば、スウェーデン史上3人目の女王になる。また、エステル王女は出生時から推定相続人であり、スウェーデンは女王が2代続くことが確定となっている。

### 歴史上の主な女王（女性君主）

#### 現在の君主国
- イギリス（グレートブリテン及び北アイルランド連合王国）
  - メアリー1世（ スコットランド王国、在位：1542年 - 1567年）
  - メアリー1世（ イングランド王国、在位：1553年 - 1558年）
  - エリザベス1世（イングランド王国、在位：1558年 - 1603年）
  - メアリー2世（ イングランド王国および スコットランド王国、在位：1689年 - 1694年）
  - アン（ イングランド王国および スコットランド王国、のち グレートブリテン王国、在位：1702年 - 1714年）
  - ヴィクトリア（ グレートブリテン及びアイルランド連合王国、在位：1837年 - 1901年）
  - エリザベス2世（ グレートブリテン及び北アイルランド連合王国、在位：1952年 - 2022年）
- オランダ
  - ウィルヘルミナ（在位：1890年 - 1948年）
  - ユリアナ（在位：1948年 - 1980年）
  - ベアトリクス（在位：1980年 - 2013年）
- スペイン
  - ウラカ（カスティーリャ、在位：1109年 - 1126年）
  - ペトロニラ（アラゴン、在位：1137年 - 1162年）
  - イサベル1世（カスティーリャ、在位：1474年 - 1504年）
  - フアナ（カスティーリャ、在位：1504年 - 1555年）
  - イサベル2世〈在位：1833年 - 1868年）
- スウェーデン
  - クリスティーナ（1632年 - 1654年）
  - ウルリカ・エレオノーラ（在位：1718年 - 1720年）
- デンマーク
  - マルグレーテ2世（在位：1972年 - 2024年）
- 日本 - 「女性天皇」も参照。
  - 推古天皇（在位：593年 - 628年）
  - 持統天皇（在位：690年 - 697年）

#### 過去に存在した君主国
- 古代エジプト
  - ハトシェプスト（第18王朝、在位：紀元前1473年頃 - 紀元前1458年頃）
  - クレオパトラ7世（プトレマイオス朝、在位：紀元前51年 - 紀元前30年）
- 新羅
  - 善徳女王（在位：632年 - 647年）
  - 真徳女王（在位：647年 - 654年）
  - 真聖女王（在位：887年 - 897年）
- ポルトガル王国
  - マリア1世（在位：1777年 - 1816年）
  - マリア2世（在位：1826年 - 1828年、1834年 - 1853年）
- ポーランド王国
  - ヤドヴィガ（在位：1384年 - 1399年）
  - アンナ（在位：1575年 - 1586年）
この2人はいずれも男王と同じ（「王妃」とは完全に区別される）称号を用いている。
- シチリア王国、ナポリ王国
  - コスタンツァ（在位：1194年 - 1198年）
  - ジョヴァンナ1世（在位：1343年 - 1382年）
  - ジョヴァンナ2世（在位：1414年 - 1435年）
- ハンガリー王国
  - マーリア（在位：1382年 - 1385年、1386年 - 1395年）
  - マリア・テレジア（在位：1740年 - 1780年、ボヘミア女王としては在位：1743年 - 1780年） ※女帝と称されるが、正式には皇后および女王である。
- グルジア王国
  - タマル（在位：1184年 - 1213年）
- その他
  - 卑弥呼（邪馬台国、在位：175年頃? - 248年頃）
  - 台与（邪馬台国、在位：235年頃? - ?）
  - ゼノビア（パルミラ、在位：267年? - 272年）
  - アマラスンタ（東ゴート王国、在位：534年）
  - リリウオカラニ（ハワイ、在位：1891年 - 1895年）

## 日本の皇族の身位
女王の称号は、日本の皇族の身位にも用いられる。この場合の女王は、現代では皇室典範で定める、天皇からみて嫡男系嫡出で3親等以遠の皇族女子である。
日本の歴史における女王君主については、女性天皇を参照。

## 派生的用法
- ある分野で最も実力・人気がある女性、あるいは優れたもの。ある言葉につけて「〜の女王」と呼ばれる。
  - ブログの女王：眞鍋かをり、中川翔子
  - 三択の女王：竹下景子
  - ディスコの女王：ドナ・サマー
  - ご当地ソングの女王：水森かおり
  - 果物の女王：マンゴスチン
  - 洋ランの女王：カトレヤ
  - スパイスの女王：カルダモン
  - 証拠の女王：自白
  - アドリア海の女王：ヴェネツィア
  - 瀬戸内海の女王：くれない丸
  - アナタハンの女王：比嘉和子
  - SMの女王：日活ロマンポルノでSMもので売り出された女優

- 社会性昆虫で繁殖を行なう雌を指す（女王蜂、女王蟻）。
- 将棋の女流タイトル戦マイナビ女子オープンのタイトル称号『女王』。
- 競技における女性優勝者を指す俗称。クイーン。
  - 樫の女王：優駿牝馬の優勝馬。

### 女王様
- SMの女王様についてはSM嬢、もしくはミストレスを参照。調教相手のM女性（囚われのお姫様・女奴隷・Dominatrixなど）についてはBDSMの一覧など参照。
- 高飛車な性格の女性を指すこともある。
- 渋谷などで見かける「ギャル」の小グループの中のリーダーのことをまれに言う。クイーンとも。